# Герб Приморского края
Герб Приморского края — символ Приморского края Российской Федерации. 
Утверждён Постановлением Думы Приморского края № 24 от 2 февраля 1995 года и Постановлением Администрации Приморского края №283 от 29 мая 1995 года. Переутверждён Законом Приморского края «О гербе Приморского края» № 33-КЗ от 25 декабря 2002 (опубликовано в газете «Владивосток» 21 января 2003 года). 
В качестве приложения 2 к Закону Приморского края «О гербе Приморского края» от 21 января 2003 года № 33-КЗ было приведено изображение «парадного» герба Приморского края, в котором щит был увенчан золотой императорской короной и окружён венком из золотых дубовых ветвей, перевитых синей лентой: 
Герб зарегистрирован за № 326 в Государственном геральдическом регистре Российской Федерации.

## Описание и обоснование символики
Геральдическое описание (блазон) гласит:
В зелёном поле включённый лазоревый андреевский крест, в оконечности щита поверх креста — золотое изображение идущего уссурийского тигра.
Андреевский крест символизирует край как морской фортпост России на Дальнем Востоке.Синий цвет креста — цвет моря, зелёный — цвет тайги. А амурский (уссурийский) тигр — символ уникальной природы края и движения. Разработку цветного и монохромного рисунка герба выполнил в 1995 году художник-график Баженов Владимир Степанович. Геральдическое обоснование герба дал краевой архитектор Валентин Аникеев. Согласно Закону «О гербе Приморского края» (статья 4.1) изображение герба помещается на фасадах зданий администрации Приморского края и Законодательного собрания Приморского края.

## Интересный факт
Лента на парадном варианте герба выполнена в тёмных цветах, хотя Андреевская лента изображается как оттенок голубого (редко светло-синего) цвета. Надпись на данном варианте герба также по законам геральдики должна располагаться на девизной ленте.